# فيضان 100-عام

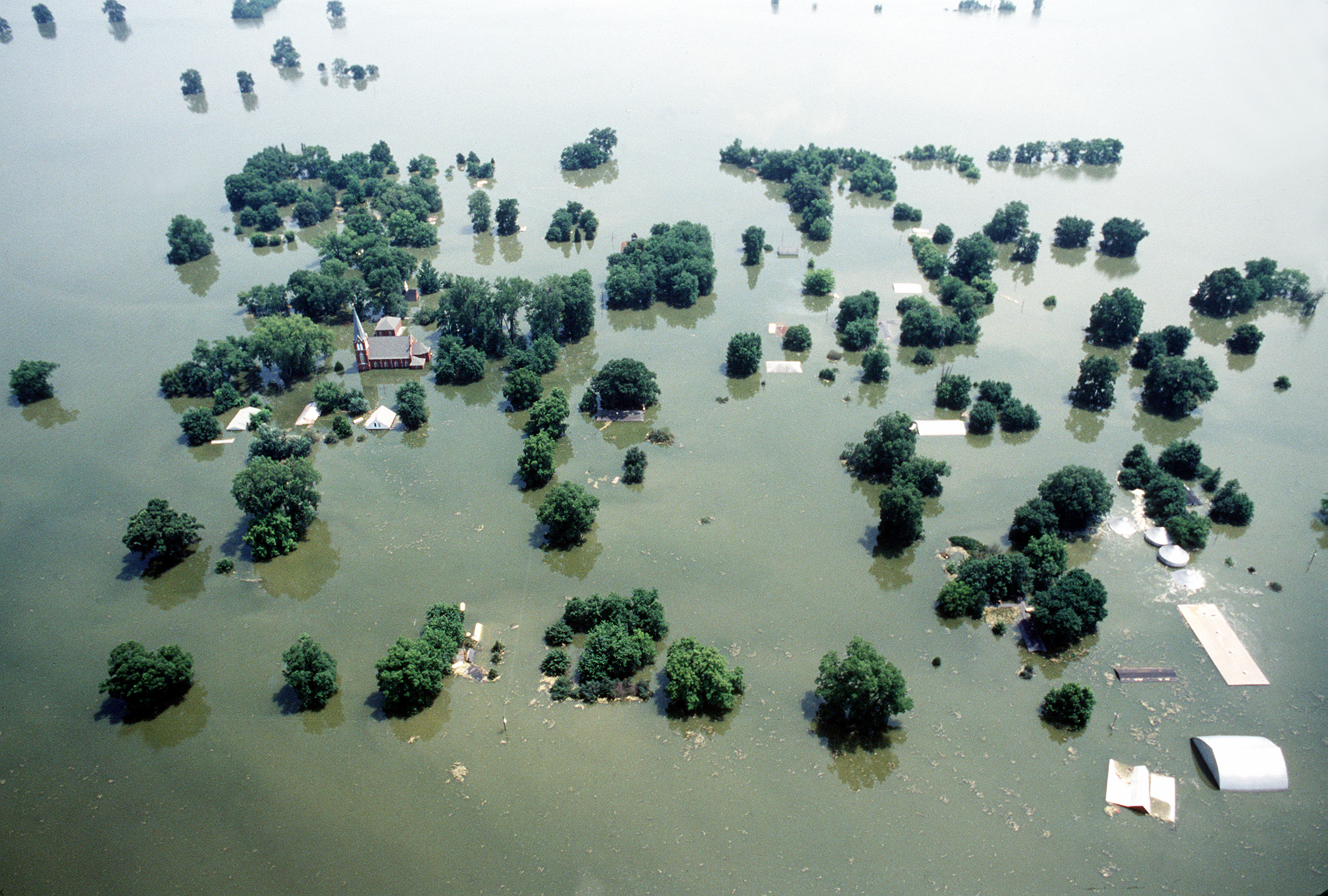
نهر المسيسيبي في كاسكاسكيا، إلينوي ، خلال الفيضان الكبير عام 1993

فيضان 100-عام (بالإنجليزية: 100-year flood)‏ هو حدث الفيضان الذي يوجد احتمال قدره 1٪ بأن يُعادل أو يُتجاوز في أي سنة معينة.
ويُشار إلى فيضان المائة عام أيضًا باسم فيضان 1%. بالنسبة للفيضانات الساحلية أو البحيرات، يتم التعبير عن فيضان المائة عام بشكل عام على أنه ارتفاع أو عمق الفيضان، وقد يشمل تأثيرات الأمواج. بالنسبة لأنظمة الأنهار، يتم التعبير عن الفيضان الذي يستمر 100 عام بشكل عام كمعدل التدفق. واستنادًا إلى معدل تدفق الفيضان المتوقع لمدة 100 عام، يمكن رسم خريطة لمستوى مياه الفيضان كمنطقة غمر. ويشار إلى خريطة السهول الفيضية الناتجة باسم السهول الفيضية لمدة 100 عام. تتوفر تقديرات لمعدل تدفق الفيضان لمدة 100 عام وإحصائيات تدفق المجاري الأخرى لأي تيار في الولايات المتحدة. في المملكة المتحدة، تنشر وكالة البيئة خريطة شاملة لجميع المناطق المعرضة لخطر الفيضان مرة واحدة كل 100 عام. يمكن أيضًا أن تغمر المياه المناطق القريبة من ساحل المحيط أو البحيرة الكبيرة بسبب مزيج من المد والجزر وعرام العواصف والأمواج. قد تظهر خرائط السهول الفيضانية النهرية أو الساحلية لمدة 100 عام بشكل مهم في تصاريح البناء، واللوائح البيئية، والتأمين ضد الفيضانات. تمثل هذه التحليلات عمومًا مناخ القرن العشرين.

## احتمالية
من سوء الفهم الشائع أن الفيضان الذي يستمر لمدة 100 عام من المرجح أن يحدث مرة واحدة فقط خلال فترة 100 عام. في الواقع، هناك احتمال بنسبة 63.4% تقريبًا لحدوث فيضانات واحدة أو أكثر لمدة 100 عام في أي فترة مدتها 100 عام. على نهر الدانوب في باساو، ألمانيا، تراوحت الفترات الفعلية بين فيضانات 100 عام خلال الفترة من 1501 إلى 2013 من 37 إلى 192 عامًا. يمكن التعبير عن احتمال التجاوز(Pe)حدوث فيضان واحد أو أكثر خلال أي فترة عتبة فيضان معينة، باستخدام التوزيع ذي الحدين، كما:
{\displaystyle P_{e}=1-\left[1-\left({\frac {1}{T}}\right)\right]^{n}}
حيث T هي فترة الإرجاع الحدية (على سبيل المثال، 100 سنة، 50 سنة، 25 سنة، وهكذا دواليك)، و n هو عدد السنوات في هذه الفترة. يوصف احتمال التجاوز (Pe )أيضًا بأنه خطر الفشل الطبيعي أو الكامن أو الهيدرولوجي. ومع ذلك، فإن القيمة المتوقعة لعدد فيضانات 100 عام التي تحدث في أي فترة 100 عام هي 1.
هناك احتمال بنسبة 10% لحدوث فيضانات كل عشر سنوات في أي سنة معينة (Pe = 0.10)؛ 500 عام لها فرصة 0.2% لحدوثها في أي سنة معينة (Pe = 0.002)؛ إلخ. إن احتمال حدوث فيضان X-سنة في عام واحد هو 100/X. يتم تطبيق تحليل مماثل بشكل شائع على بيانات الفيضانات الساحلية أو هطول الأمطار. نادرًا ما تكون فترة تكرار العاصفة متطابقة مع الفيضان النهري المرتبط بها، وذلك بسبب توقيت سقوط الأمطار واختلاف الموقع بين أحواض الصرف المختلفة.
تم إنشاء مجال نظرية القيمة القصوى لنمذجة الأحداث النادرة مثل فيضانات المائة عام لأغراض الهندسة المدنية. يتم تطبيق هذه النظرية بشكل شائع على الحد الأقصى أو الأدنى لتدفقات المجاري الملحوظة لنهر معين. في المناطق الصحراوية حيث لا يوجد سوى غسلات سريعة الزوال، يتم تطبيق هذه الطريقة على الحد الأقصى من هطول الأمطار خلال فترة زمنية معينة (24 ساعة، 6 ساعات، أو 3 ساعات). يأخذ تحليل القيمة القصوى في الاعتبار فقط الحدث الأكثر تطرفًا الذي تم ملاحظته في سنة معينة. لذلك، بين الجريان السطحي الربيعي الكبير وعاصفة ممطرة صيفية غزيرة، أيهما أدى إلى مزيد من الجريان السطحي سيعتبر الحدث المتطرف، في حين سيتم تجاهل الحدث الأصغر في التحليل (على الرغم من أن كلاهما ربما كانا قادرين على التسبب في فيضانات رهيبة في منطقتيهما).

## الافتراضات الإحصائية
هناك عدد من الافتراضات التي تم وضعها لاستكمال التحليل الذي يحدد فيضان المائة عام. أولا، يجب أن تكون الأحداث المتطرفة التي يتم رصدها في كل عام مستقلة من سنة إلى أخرى. بمعنى آخر، لا يمكن العثور على أن الحد الأقصى لمعدل تدفق النهر منذ عام 1984 يرتبط بشكل كبير بمعدل التدفق الملحوظ في عام 1985، والذي لا يمكن ربطه بعام 1986، وما إلى ذلك. الافتراض الثاني هو أن الأحداث المتطرفة المرصودة يجب أن تأتي من نفس دالة كثافة الاحتمال. الافتراض الثالث هو أن التوزيع الاحتمالي يتعلق بأكبر عاصفة (قياس معدل هطول الأمطار أو تدفق الأنهار) التي تحدث في أي سنة واحدة. الافتراض الرابع هو أن دالة التوزيع الاحتمالي ثابتة، أي أن المتوسط والانحراف المعياري والقيم القصوى والدنيا لا تتزايد أو تتناقص مع مرور الوقت. ويشار إلى هذا المفهوم باسم الثبات.
غالبًا ما يكون الافتراض الأول صحيحًا، ولكن ليس دائمًا، ويجب اختباره على أساس كل حالة على حدة. غالبًا ما يكون الافتراض الثاني صحيحًا إذا تمت ملاحظة الأحداث المتطرفة في ظل ظروف مناخية مماثلة. على سبيل المثال، إذا كانت الأحداث المتطرفة المسجلة جميعها تأتي من العواصف الرعدية في أواخر الصيف (كما هو الحال في جنوب غرب الولايات المتحدة)، أو من ذوبان كتل الثلوج (كما هو الحال في شمال وسط الولايات المتحدة)، فيجب أن يكون هذا الافتراض صحيحًا. ومع ذلك، إذا كانت هناك بعض الأحداث المتطرفة المأخوذة من العواصف الرعدية، وأخرى من ذوبان كتل الثلوج، وأخرى من الأعاصير، فمن المرجح أن هذا الافتراض غير صحيح. يمثل الافتراض الثالث مشكلة فقط عند محاولة التنبؤ بحدث تدفق منخفض ولكن أقصى (على سبيل المثال، حدث أصغر من فيضان لمدة عامين). وبما أن هذا ليس هدفًا في التحليل الشديد، أو في تصميم الهندسة المدنية، فإن الموقف نادرًا ما يطرح نفسه.
من الصعب اختبار الافتراض النهائي حول الاستقرار من خلال البيانات الخاصة بموقع واحد بسبب الشكوك الكبيرة حتى في أطول سجلات الفيضانات  (انظر القسم التالي). وعلى نطاق أوسع، تشير الأدلة الجوهرية على تغير المناخ بقوة إلى أن توزيع الاحتمالات يتغير أيضًا  وأن إدارة مخاطر الفيضانات في المستقبل ستصبح أكثر صعوبة. أبسط ما يترتب على ذلك هو أن معظم البيانات التاريخية تمثل مناخ القرن العشرين وقد لا تكون صالحة لتحليل الأحداث المتطرفة في القرن الحادي والعشرين.

## احتمالية عدم اليقين
عندما يتم انتهاك هذه الافتراضات، هناك قدر غير معروف من عدم اليقين يدخل في القيمة المُبلغ عنها لما يعنيه فيضان المائة عام من حيث كثافة هطول الأمطار، أو عمق الفيضان. عندما تكون جميع المدخلات معروفة، يمكن قياس عدم اليقين في شكل فاصل الثقة. على سبيل المثال، يمكن للمرء أن يقول أن هناك احتمالًا بنسبة 95% أن يكون فيضان مائة عام أكبر من X، ولكن أقل من Y.
التحليل الإحصائي المباشر  لتقدير الفيضان النهري لمدة 100 عام ممكن فقط في المواقع القليلة نسبيًا حيث تم تسجيل سلسلة سنوية من أقصى تصريفات الفيضانات اللحظية. في الولايات المتحدة اعتبارًا من عام 2014، دعم دافعو الضرائب مثل هذه السجلات لمدة 60 عامًا على الأقل في أقل من 2600 موقع، ولمدة 90 عامًا على الأقل في أقل من 500 موقع، ولمدة 120 عامًا على الأقل في 11 موقعًا فقط. للمقارنة، تبلغ المساحة الإجمالية للدولة حوالي (9,800,000 كم2) ، لذلك ربما يكون هناك 3000 تيار يصل إلى مستجمعات المياه التي تبلغ مساحتها (2,600 كم2) ويصل إلى 300.000 كيلومتر مربع ويصل إلى 26 كم2. في المناطق الحضرية، هناك حاجة إلى تقديرات للفيضانات على مدى 100 عام لمستجمعات المياه الصغيرة التي تصل مساحتها إلى 2.6 كم2. بالنسبة للموارد التي لا تحتوي على بيانات كافية للتحليل المباشر، يتم استخلاص تقديرات الفيضانات لمدة 100 عام من التحليل الإحصائي غير المباشر لسجلات الفيضانات في مواقع أخرى في منطقة مماثلة هيدرولوجيًا أو من نماذج هيدرولوجية أخرى. وبالمثل بالنسبة للفيضانات الساحلية، توجد بيانات قياس المد والجزر لحوالي 1450 موقعًا فقط في جميع أنحاء العالم، منها حوالي 950 موقعًا فقط أضافت معلومات إلى مركز البيانات العالمي بين يناير 2010 ومارس 2016.

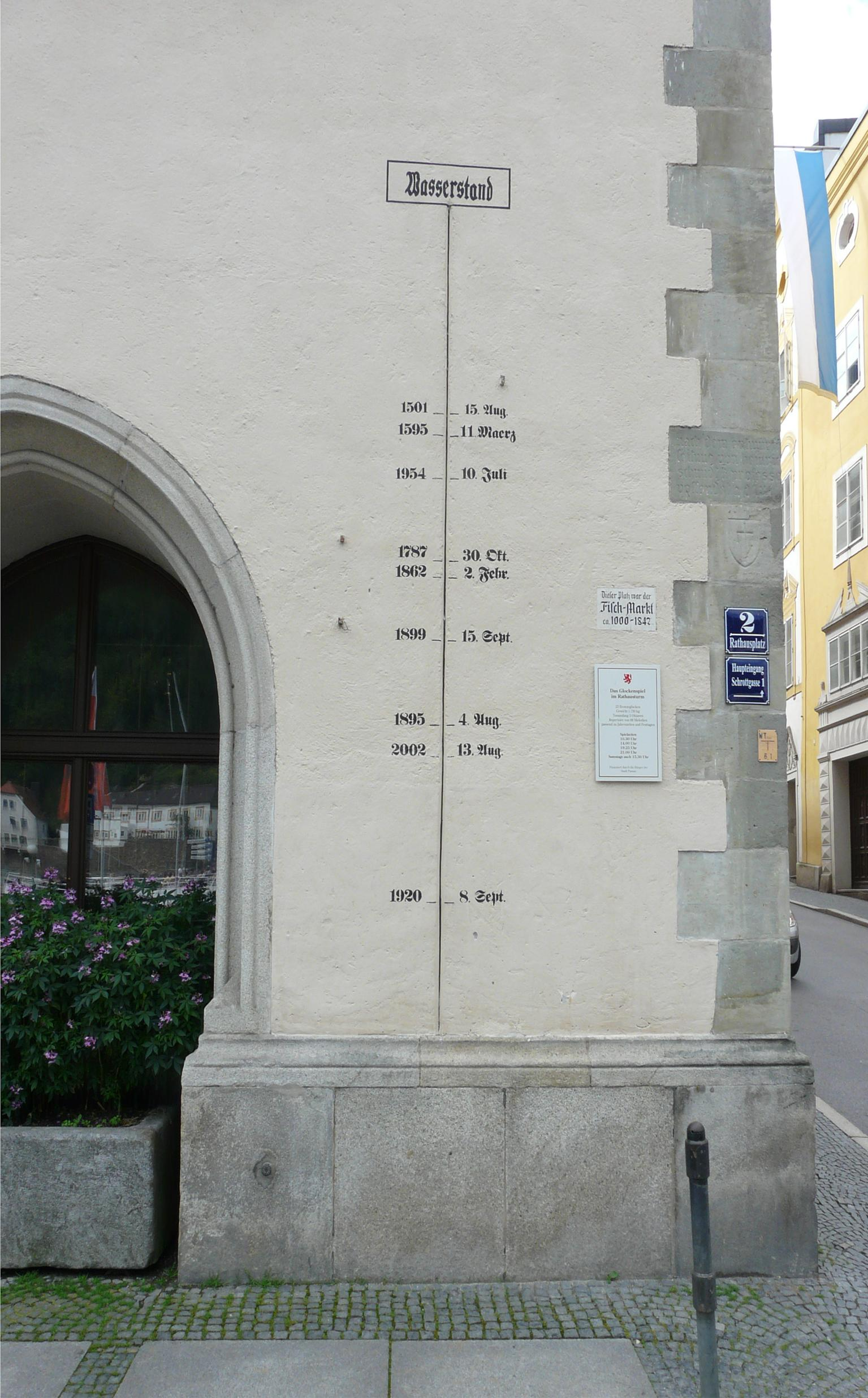
مقياس ارتفاع المياه 1501–2002 في باساو، ألمانيا، اعتبارًا من سبتمبر 2012

توجد سجلات أطول بكثير لارتفاعات الفيضانات في عدد قليل من المواقع حول العالم، مثل نهر الدانوب في باساو، ألمانيا، ولكن يجب تقييمها بعناية للتأكد من دقتها واكتمالها قبل أي تفسير إحصائي.
بالنسبة لمجرى مائي فردي، يمكن أن تكون أوجه عدم اليقين في أي تحليل كبيرة، لذا فإن تقديرات الفيضان لمدة 100 عام تنطوي على قدر كبير من عدم اليقين الفردي لمعظم مجاري الأنهار.: 24 بالنسبة لأكبر فيضان مسجل في أي موقع محدد، أو أي حدث أكبر محتملًا، فإن فترة التكرار دائمًا ما تكون غير معروفة.:20,24 يضيف التباين المكاني المزيد من عدم اليقين، لأن ذروة الفيضان التي يتم ملاحظتها في مواقع مختلفة على نفس التيار خلال نفس الحدث تمثل عادةً فترة تكرار مختلفة في كل موقع.:20 إذا أسقطت عاصفة شديدة أمطارًا كافية على فرع واحد من النهر لتسبب فيضانًا لمدة 100 عام، ولكن لم تسقط أمطار على فرع آخر، فقد يكون لموجة الفيضان في اتجاه مجرى النهر من تقاطعهما فترة تكرار تبلغ 10 سنوات فقط. وعلى العكس من ذلك، فإن العاصفة التي تنتج فيضانًا مدته 25 عامًا في وقت واحد في كل فرع قد تشكل فيضانًا مدته 100 عام في اتجاه مجرى النهر. أثناء فترة الفيضانات، تعمل التقارير الإخبارية بالضرورة على تبسيط القصة من خلال الإبلاغ عن أكبر ضرر وأكبر فترة تكرار مقّدرة في أي مكان. يمكن للجمهور أن يستنتج بسهولة وبشكل غير صحيح أن الفاصل الزمني للتكرار ينطبق على جميع مجاري المياه في منطقة الفيضان.:7,24

## الفترات الملحوظة بين الفيضانات

الفترات المرصودة بين الفيضانات في باساو، 1501-2013

تكشف ارتفاعات الذروة لـ 14 فيضانًا في وقت مبكر من عام 1501 على نهر الدانوب في باساو، ألمانيا، عن تباين كبير في الفترات الزمنية الفعلية بين الفيضانات.:16–19حدثت أحداث فيضانات أكبر من فيضان 50 عامًا على فترات تتراوح بين 4 إلى 192 عامًا منذ عام 1501، وأعقب فيضان 50 عامًا في عام 2002 بعد 11 عامًا فقط فيضان دام 500 عام. فقط نصف الفترات الفاصلة بين 50 و 100 عام من الفيضانات كانت ضمن 50 في المائة من متوسط الفترة الاسمية. وبالمثل، تراوحت الفترات الفاصلة بين الفيضانات التي دامت خمس سنوات خلال الفترة من 1955 إلى 2007 من 5 أشهر إلى 16 سنة، وكان نصفها فقط في حدود 2.5 إلى 7.5 سنة.

## أنظر أيضاً
- طقس متطرف
- قائمة الفيضانات حسب السنة